# Maria Magdalena penitent
Maria Magdalena penitent, també coneguda com a Magdalena penitent, és una escultura barroca que Pedro de Mena va fer el 1664 per encàrrec de la Casa Professa de la Companyia de Jesús de Madrid. Actualment es troba al Museu Nacional Col·legi de San Gregori de Valladolid.

## Tema
Pedro de Mena es va dedicar a fer escultures de tema religiós. La Magdalena peninent és una figura de cos sencer de la santa Maria Magdalena penitent, segons la visió de l'Església Catòlica. L'obra es va fer abans que, el 1969, l'Església Catòlica retirés l'apel·latiu de "penitent" a Maria Magdalena.

## Descripció
És possible que Mena s'inspirés en el model de la imatge de la mateixa santa de l'escultor Gregorio Fernández que es troba al monestir de les Descalzas Reales de Madrid. És una dona jove, encara que demacrada per la penitència, amb la cara ovalada; mostra molt de sentiment i una gran espiritualitat, fet que reforça el nas afilat, la boca petita i entreoberta, i la mirada trista; té una gran cabellera, més escarida que la de Fernández, que li cau sobre les espatlles. El dramatisme s'aprecia a la mà dreta, que està oberta damunt del seu pit, i segueix amb la mirada el santcrist que sosté a la mà esquerra. El seu cos està cobert fins als turmells amb un teixit d'estora de palma i nuat amb una soga, amb un gran nus a la cintura. Es troba dempeus i, per sota el vestit, sobresurten els peus descalços, amb el peu esquerre més avançat, com si anés a fer una passa.

## Estil
Es tracta d'una peça policromada d'un gran realisme i que transmet sens dubte un valor místic, espiritual. La cara ovalada és típica de l'estir de l'autor. La seva mida és més aviat petita, de 165 cm d'alçada.

## Moviment
L'escultura pertany al barroc andalús.

## Autor
L'autor és Pedro de Mena.

## Desplaçaments i ubicació actual
Després de l'expulsió dels jesuïtes a conseqüència de la Pragmàtica Sanció de 1767, l'escultura va anar a parar als oratoris de sant Felip Neri. Durant la desamortització de 1835, la imatge va quedar sota la custòdia de les saleses Reales fins que, el 1870, per motiu de la seva exclaustració va passar al Museu de la Trinidad. Els desplaçaments continuarien i, el 1921, aniria a parar al museu del Prado que la va acollir fins al 1933 que va ser traslladada a Valladolid, al Museu Nacional d'Escultura. Encara va tornar al museu del Prado per una restauració i, finalment, l'any 2008, la Magdalena penitent tornà al Museu de Valladolid.

## Altres Magdalenes penitents
Altres Magdalenes penitents cèlebres són per exemple:
- Maria Magdalena penitent de Donatello (1453-l455, catedral de Florència)
- Maria Magdalena penitent de Georges de la Tour (1593-1652, Museu del Prado)
- Maria Magdalena penitent de José de Ribera, pintura, (1637, Museu del Prado)
- Maria Magdalena penitent de El Greco, pintura 1577, (Museu del Cau Ferrat)